# Rausimode
Rausimode (? - mort en 323) est un chef de guerre issu de la tribu des Goths Tervinges, des Wisigoths ou des Sarmates. Au printemps 323, il mène une armée à travers le Danube pour entrer dans l'Empire romain et attaquer les territoires alors contrôlés par Licinius. Sa brève aventure militaire est notamment racontée par Zosime, au livre II de son Histoire Nouvelle, qui le désigne comme portant le titre de roi.
La défense contre Rausimode fut principalement menée par Constantin Ier, qui, en avril 323, fit passer une loi menaçant de mort par le feu tous les romains qui viendraient à collaborer avec lui. Après avoir repoussé en dehors de l'empire les Goths, Constantin, qui mène alors depuis 306 une suite d'expéditions et de campagnes militaires en Germanie et en territoire sarmate, poursuivit les troupes de Rausimode au-delà du Danube, en territoire barbare, où Rausimode fut tué. La campagne de Constantin si loin à l'est fut considérée par son adversaire et rival pour la tête de l'empire, Licinius, comme une intrusion sur les provinces dont il avait la charge. Licinius manœuvra pour se faire des alliés des Thervinges en pactisant avec le successeur de Rausimode, Alica, afin d'affronter Constantin.

## Source
- (en) Cet article est partiellement ou en totalité issu de l’article de Wikipédia en anglais intitulé « Rausimod » (voir la liste des auteurs).